# Органы духовной цензуры в России
Органы духовной цензуры в Российской империи — церковно-государственные органы, осуществлявшие цензуру над печатными изданиями в целях охранения вероучения, нравственности и благочестия.

## Предыстория
В 1284 году в русской «Кормчей книге» (сборнике церковных и светских законов) появляется следующая норма: «Если кто будет еретическое писание у себя держать, и волхованию его веровать, со всеми еретиками да будет проклят, а книги те на голове его сжечь».
Первые упоминания о возможном «пересмотре» (цензуре) духовной и богослужебной литературы в Москве содержатся в документах Стоглавого Собора 1551 года (в главах пятой — «Об исправлении книжном» и шестой — «О писцах»). Вопрос стоял о переводе «божественных книг», которые «писцы пишут с неправленых переводов, а, написав, не правят же, опись к описи прибывает и недописи и точки непрямые. И по тем книгам в церквах Божьих чтут, и поют, и учатся, и пишут с них. Что о сем небрежении и о великом нерадении от Бога будет по божественном правилом?». Глава «О книжных писцах» давала право духовным властям изымать неисправленные рукописи, фактически вводя предварительную цензура рукописных книг. А ревизия фондов вводила цензуру постфактум. Таким образом, решения «Стоглава» стали на Руси первыми цензурными документами.
С XVII века цензура в издательской продукции осуществовлялась явочным порядком в Москве в форме контроля за Печатным двором со стороны лично Московского Патриарха и иных иерархов Московского Патриархата. Патриарх Никон отмечал в своих посланиях массовое искажение народной картинкой («лубками»)общеизвестных иконописных сюжетов. В связи с этим все лубочные рисунки духовного содержания подвергались духовной цензуре.
Значительные цензурные функции возлагались на созданную в 1687 Славяно-греко-латинскую академию.

## История

### ВXVIII веке
Как государственный орган, была официально учреждена Петром Великим в 1721, когда Святейшему Синоду, в соответствии с Духовным регламентом, было поручено осуществлять предварительный надзор за печатанием богословских и прочих духовных книг: «Аще кто о чем богословское письмо сочинит, и то ему не печатать вскоре, но первое презентовать в коллегиум, а коллегиум разсмотреть должен, нет ли какого в письме оном погрешения, учению православному противнаго».
На рубеже XVIII—XIX столетий возникли Комитеты духовно-цензурные.
- 1756 было признано необходимым учредить специальную контору для надзора за переводом книг. В царствование Екатерины Второй цензурные полномочия были официально предоставлены Синодальной конторе, Московскому и Петербургскому митрополитам, а фактически духовным особам из академии.
- Именным указом от 16 (27) сентября 1796, уничтожавшим почти все частные типографии, учреждены смешанные цензурные комитеты. В каждом из них, наряду с двумя светскими цензорами, должно было находиться и уполномоченное Синодом духовное лицо.
- 1756 был назначен из архива проект, когда по типу переводческой конторы была учреждена Московская духовная цензура. Согласно положению о ней, «учреждаемая в Москве духовная цензура» находится в непосредственном ведении Святейшего Синода, состоит из председателя и трёх членов, известным по своим познаниям в словесных науках и языках; они из монашествующего или белого духовенства, по рассмотрению и утверждению Св. Синода. Предметом деятельности цензуры служат свидетельствование, рассмотрение и исправление как переводов, касающихся Церкви и церковного учения, так и вообще — сочинений, издаваемых «соборным» и несоборным духовенством.
- 6 (17) марта 1757 года Синод в жалобе на имя императрицы Елизаветы попросил сжечь «пасквиль» Ломоносова «Гимн бороде», «в коемъ … козлятъ далеко почтеннѣйшими, нежели попов, ставитъ, а при концѣ точно ихъ назвавши козлами», а самого Ломоносова отослать в Синод «для увещания и исправления». Просьба Синода не была выполнена, более того, через несколько дней он получил повышение (был назначен советником академической канцелярии)[2].

### ВXIX веке
До обнародования первого Цензурного устава 1804 года в стране существовали комитеты смешанных видов цензуры как «служба Его Величества». Цензурный устав ясно относил духовную цензуру в ведение Синода.
В 1808 в Начертании правил об образовании духовных училищ были намечены основные начала духовно-цензурных комитетов при духовных академиях. На них возлагалась обязанность предварительного просмотра «классических», то есть учебных, книг. Тогда же при Петербургской духовной академии был учреждён и цензурный комитет.
Академическая цензура (с 1814 г. уже два комитета: Петербургский и Московский) была непосредственно подчинена Комиссии духовных училищ, тогда как Московская цензура по-прежнему зависела по преимуществу от Синода. На практике Комитет при Петербургской академии все более серьёзные произведения передавал в Московскую цензуру, ссылаясь на свою некомпетентность.
27 октября 1818 года Синод решил закрыть Московскую цензуру и выработать для комитетов подробный Устав. Но в декабре 1818 года цензором Петербургского комитета архимандритом Иннокентием (Смирновым) была пропущена книга Е. И. Станевича Беседа на гробе младенца о бессмертии души, направленная против мистиков, находившихся тогда под покровительством А. Н. Голицына. Этот инцидент задержал принятие устава для комитетов до 22 апреля 1828 года.
В 1824 году председатель Библейского общества митрополит Серафим просил запретить это общество в связи с распространением им масонских учений. В апреле 1826 года по указу императора Николая I деятельность общества была прекращена.
Петербургский комитет нередко исполнял непосредственные поручения Синода и фактически пользовался особенным влиянием. Характерной чертой этого комитета была частая смена его членов. Более заметными членами комитета в Николаевское царствование были: архимандрит Иннокентий (Борисов) (1827—1830 гг., ум. 26.05.1857 г. архим. Херсонским в Одессе), архимандрит Платон (Городецкий) (1832—1838 гг., ум. 01.10.1891 г. митрополитом Киевским), архимандрит Макарий (Зимин) (1831—1837 гг., ум. в 70-х гг. в Желтиковом монастыре), архимандрит Иоасаф (Покровский) (1839—1841 и 1843—1844), профессор университета, протоиерей А. И. Райковский (29.10.1860 г.), протоиерей А. И. Окунев, протоиерей Т. Ф. Никольский (16.07.1848 г.), Иоанн (Соколов) (ум. 17.03.1869 г. епископом Смоленским). Духовный комитет при Московской академии находился в теснейшей зависимости от митрополита Филарета. Заметными членами комитета были: профессор Ф. А. Голубинский (1826—1852 гг.), протоиерей П. С. Делицын (1836—1863 гг.), Филарет (Гумилевский, 1833—1836 гг.) и Агапит (Введенский, 1834—1841 гг.) Духовно-цензурные комитеты при Киевской (с 1819 г.) и Казанской (с 1845 г.) духовных академий были предназначены для рассмотрения мелких сочинений от лиц «собственно из училищного ведомства».
5 января 1857 Киевский комитет был наделен теми же правами, что и столичные комитеты, но лишь в отношении «сочинений, представляемых лицами, подведомственными Киевской духовной академии». Деятельность Казанского комитета оживилась только к 1855, когда явилась возможность основать собственный журнал. Но в 1859 цензура оригинальных статей журнала была переведена в Московский комитет. Только во второй половине 1860 деятельность Казанского комитета вошла в обычную колею.
В 1857 обособился от академии Петербургский комитет, а с 1869 юридически и остальные комитеты. Положением Присутствия по делам православного духовенства, Высочайше утверждённым 10 апреля 1869, духовенству было предоставлено: а) печатать с разрешения местной цензуры, под наблюдением епархиального архиерея, все вообще свои сочинения духовно-православного содержания, за исключением тех, которые, по уставу цензурному, не могут быть выпущены в свет без разрешения Св. Синода, и б) составлять и издавать, с разрешения той же цензуры, брошюры, заключающие в себе выписки из писаний св. отцов, молитвы и песнопения богослужебных книг и литографические священные изображения. Положением же 1867 года о духовно-учебном комитете при Св. Синоде были закреплены за ним особые права по рассмотрению учебников, руководств и периодических изданий для духовно-учебных изданий, вопреки уставу духовно-цензурных комитетов.
Утверждённая при Синоде 14-16 января 1870 «Комиссия для пересмотра действующих ныне постановлений о духовной цензуре» под председательством архиепископа Макария (Булгакова) пришла к заключению о необходимости «соединить духовную цензуру со светской в одну общую цензуру», с введением в состав комитетов «лиц специально-богословского образования, имеющих высшие духовные степени». Синодальное рассмотрение проектировалось оставить только для собственно-церковных изданий. Но, по Высочайшему повелению от 21 декабря 1870, проект этот был передан на рассмотрение учрежденной 02 ноября 1869 комиссии ст.-секретаря Урусова и дальнейшего движения не получил. Недостатки в работе комитетов влекли за собой новые указы и разъяснения по духовной цензуре (1884, 1892—1893, 1903, 1898, 1982, 1900 гг.)

### ВXX веке
Указ 24 ноября 1905 отменил «предварительную как общую, так и духовную цензуру для повременных изданий, выходящих в городах империи»; Указ от 26 апреля 1906 отменил всякую цензуру, каковая впредь могла осуществляться лишь в судебном порядке.
Предметом ведения духовно-цензурных комитетов остался тот круг сочинений, который был определен ст. 281—282 Уст. о духовной цензуре, как сочинений по преимуществу церковных и требующих синодального рассмотрения: «1) вновь назначаемые к печатанью сочинения, к церковному служению относящиеся; 2) жизнеописания святых, в первый раз издаваемые; 3) сочинения и переводы, содержащие изъяснения книг Свящ. Писания; 4) сочинения и переводы, содержащие изложение догматов православно-католической веры и правил христианской деятельности; 5) сочинения и переводы, относящиеся к церковному управлению» и «книги, предназначенные к классическому по духовным предметам употреблению в светских училищах». Сверх того, по разъяснительному определению Св. Синода от 08.03.-22.04.1908 г., «духовно-цензурные учреждения не должны отказывать в рассмотрении сочинений, добровольно предоставляемых авторами или изданиями, ищущими одобрения своих трудов духовными властями, в видах большей авторитетности их в глазах публики».

## Вопрос о духовной цензуре в современнойРоссии
В современной Российской Федерации, согласно Конституции (статья 29-я, часть 5-я), всякая цензура запрещена.
В 1994 году в составе Московской Патриархии был образован Издательский совет для контроля за издаваемой и распространяемой в Русской православной церкви печатной продукцией религиозного содержания. Совет был образован на основе Издательского отдела Московской Патриархии, который в свою очередь был создан в феврале 1945 года постановлением Поместного Собора Русской Православной Церкви 1945 года. Основными задачами Совета являются
- координация действий православных издательских организаций и оказание помощи издательствам
- экспертиза книжных изданий, представленных для рассмотрения их соответствия православному вероучению и традициям Церкви, для получения рекомендации к изданию или благословения Святейшего Патриарха[3]
- рецензирование книг, предназначенных для распространения через систему церковной (епархиальной, приходской, монастырской) книготорговли[4].

В своём интервью 2 апреля 2007 года Патриарх Алексий II в связи с этим сказал:

Само слово цензура при его появлении вызовет шквал критики в некоторых кругах. Мы создали Издательский Совет и при нём — Издательский отдел Московской Патриархии и рекомендуем всем приходам, монастырям и частным издательствам, занимающимся выпуском духовной литературы, проходить экспертизу этого Совета, который даёт разрешение на издание той или иной книги. Но мы не называем это цензурой.